# Xã Connellsville, Quận Fayette, Pennsylvania
Xã Connellsville (tiếng Anh: Connellsville Township) là một xã thuộc quận Fayette, tiểu bang Pennsylvania, Hoa Kỳ. Năm 2010, dân số của xã này là 2.391 người.